# Fampas
Tanasis Fampas (n. Lafkos, Grecia, 1 ianuarie 1922- d. Volos, Grecia, 28 octombrie 2011) a fost un pictor, sculptor și grafician, membru al Uniunii Artiștilor Plastici din România (din 1955) și al Artiștilor Plastici din Grecia (din 1978). Combatant antifascist în Razboiul de Rezistența Națională din Grecia (1941-1944). Căsătorit cu Teodora Rusu Fampas și tatăl a doi copii: Efstathia și Konstantina.

## Studii
Absolvent al Academiei de Arte Plastice din Atena (1947) și al Institutului de Arte Plastice "Nicolae Grigorescu", București (1954)

## Cariera
A realizat peste 1200 tablouri în ulei, 3000 desene de grafică, o serie de ilustrații de cărți și coperți, 6 monumente și 12 sculpturi în marmură în aer liber, 2 filme de scurt metraj. Majoritatea lucrarilor sale se află în numeroase colecții particulare și de stat din Germania, Elveția, România, Franța, Polonia, Austria, Cehia, Slovakia, Statele Unite ale Americii, Brazilia și Canada. A locuit și a lucrat mulți ani în România și în Grecia, de asemenea și scurte intervale in Geneva, Viena, Praga, Bruxelles, Varșovia și Recklinghausen. În anul 2005 în orașul natal Lafkos a fost înființat Muzeul Tanasis Fampas cu numele de FAMPEION MUSEUM.
"Un pictor în creația căruia și-au dat mâna doua pământuri și două ceruri..." (Veronica Porumbescu)